# Ramón A. Valdez
Ramón Antonio Valdez Arias (Jayaque, La Libertad, 7 de agosto de 1985) es un futbolista salvadoreño.